# Magnolia panamensis
Espèce
Statut de conservation UICN

 LC  : Préoccupation mineure
Magnolia panamensis est une espèce de plantes à fleurs de la famille des Magnoliacées. C'est un arbre trouvé en Amérique centrale.

## Description
C'est un arbre.

## Répartition et habitat
Cette espèce est présente au Panama et au Costa Rica. Elle pousse dans les forêts de montagne entre 2 000 et 2 600 m d'altitude.